# Dihammaphora chaquensis
Dihammaphora chaquensis là một loài bọ cánh cứng trong họ Cerambycidae.